# 辛西卡普區
辛西卡普區（西班牙語：Distrito de Sinsicap），是秘魯的一個區，位於該國西北部拉利伯塔德大區的奧圖斯科省，始建於1861年4月25日，面積452.95平方公里，海拔高度2,284米，2005年人口8,308，人口密度每平方公里18人。